# Vogelsang-Warsin
Pour les articles homonymes, voir Vogelsang.
Vogelsang-Warsin est une municipalité allemande du land de Mecklembourg-Poméranie-Occidentale et l'arrondissement de Poméranie-Occidentale-Greifswald.